# 藤岡信勝
藤岡信勝（1943年10月21日—），出生於北海道岩見澤市，成長於川上郡標茶町，日本教育學者、評論家，自由主義史觀研究會代表。他以淡化日本在第二次世界大戰中日軍戰時暴行而著稱。
他提倡自由主義史觀，主張放棄自虐史觀，爲戰時從軍慰安婦進行辯護，并否认南京大屠杀的存在，參與編輯新历史教科书。他的議論在中日兩國引起了爭議，助長了2005年中国反日游行中國民衆的反日情緒。